# 1815
1815. је била проста година.

## Догађаји
- Википедија:Непознат датум — Вулканска ерупција Сумбабви у Индонезији је изазвала глобално загревање због чега су скоро сви усеви у свету пропали, а у Европи и Северној Америци су се десиле климатске катастрофе.

### Јануар
- 8. јануар — Америчка војска на челу са генералом Ендруом Џексоном је поразила британску војску у бици код Њу Орлеанса током Америчко-британског рата.

### Фебруар
- 26. фебруар — Наполеон Бонапарта побегао из заточеништва на острву Елба.

### Март
- 1. март — Француски цар Наполеон Бонапарта искрцао се на обалу Француске, три дана пошто је с групицом следбеника напустио медитеранско острво Елба на којем је био заточен.

### Април
- 23. април — На скупу у Такову донета је одлука да се подигне Други српски устанак против турске власти под вођством Милоша Обреновића.

### Мај
- 8. мај — На брду Љубић, код Чачка, српски устаници у Другом српском устанку су потукли троструко јачу турску војску.

### Јун
- 18. јун — У бици код Ватерлоа у Белгији удружене британске и пруске трупе под командом британског и пруског војсковође Велингтона и Блихера потукле Наполеона Бонапарту.
- 22. јун — Наполеон Бонапарта је абдицирао други пут после пораза код Ватерлоа

### Јул
- 14. јул — 26. јул - Бој на Дубљу

### Септембар
- 26. септембар —  Света алијанса основале су је силе победнице у рату против Наполеона у години свог тријумфа. Основа организације била је борба против бонапартизма и револуције, а изложена је у Манифесту. Водећу улогу у Светој алијанси имале су Аустрија и Русија. Настала је после коначног пораза Наполеона по налогу руског цара Александра I и потписана у Паризу.

### Октобар
- 25. октобар — Српски кнез Милош Обреновић постигао споразум с везиром Београдског пашалука Марашли Али-пашом о мешовитој српско-турској управи, чиме је завршен оружан део Другог српског устанка.

### Новембар
- 20. новембар — Потписан је Париски мир којим су окончани Наполеонови ратови.

### Децембар
- 19. децембар — Скупштина у Црнућу

## Рођења

### Фебруар
- 4. фебруар — Јосип Јурај Штросмајер, хрватски католички бискуп и политичар

### Март
- 15. март — Димитрије Аврамовић, српски књижевник и сликар. († 1855)

### Април
- 1. април — Ото фон Бизмарк, премијер пруског краљевства и први канцелар немачког царства.

### Септембар
- 29. септембар — Андреас Ахенбах, немачки сликар. († 1910)

## Смрти

### Фебруар
- 24. фебруар — Роберт Фултон, амерички инжењер
- 25. фебруар — Станоје Главаш, српски хајдук војвода. (* 1763)

### Јун
- 1. јун — Луј Александар Бертје, француски маршал

### Јул
- 26. јул — Милић Дринчић, српски војвода

### Август
- 13. октобар — Жоашен Мира, француски маршал и напуљски краљ

### Децембар
- 7. децембар — Мишел Неј, француски маршал
- 22. децембар — Хосе Марија Морелос, мексички католички свештеник и борац за независност Мексика

### Непознат датум
- Википедија:Непознат датум — Стојан Чупић, српски војвода. (* 1765)
- Википедија:Непознат датум — Милосав Чамџија, српски војвода.